# Numéro d'opus
Un numéro d'opus (op.), du latin opus signifiant « œuvre », permet d'identifier la plupart des œuvres de musique classique. Les numéros sont en général attribués chronologiquement, par date de composition ou de publication, et sont précédés de l'abréviation op. (pour « opus »).

## Numéro d'opus
En latin, opus signifie « ouvrage », « œuvre ». Suivi d'un numéro, le terme, abrégé en « op. », est utilisé pour des œuvres musicales classées en fonction de leur date de composition ou de publication.
Il semble que l'emploi d'un numéro d'opus apparaisse à la fin de la Renaissance, peut-être avec Lodovico da Viadana en 1597. L'usage se développe au XVIIe siècle mais c'est à compter du XVIIIe siècle qu'il se généralise, en raison du développement de l'édition et de la naissance du droit d'auteur. À l'époque romantique, son emploi est courant. De nos jours, il est relativement délaissé, « la singularité des titres permettant de s'en dispenser ». 
L'élaboration d'un catalogue par numéros d'opus peut être de l'initiative du compositeur lui-même ou de son éditeur. Un numéro d'opus peut recouvrir une ou plusieurs compositions. Dans ce cas, un autre numéro vient compléter l'opus afin de désigner la place occupée par l’œuvre dans un recueil, à l'image du Quatuor à cordes en sol majeur op. 18 no 2 de Ludwig van Beethoven, par exemple. Au total, l’œuvre de Beethoven comprend ainsi 138 opus, celle de Brahms 122.
Au-delà de son aspect pratique, le numéro d'opus peut aussi revêtir une dimension symbolique. Robert Schumann, notamment, avait conservé en réserve le numéro d'opus 6 pour ses Davidsbündlertänze, composées et publiées après Carnaval op. 9 et la Sonate pour piano no 1 op. 11, le cycle citant une mazurka provenant des Soirées musicales op. 6 de Clara Wieck.

## Autres dénominations
L'abréviation op. posth. peut être utilisée lorsqu'il s'agit d'œuvres posthumes (compositions publiées ou découvertes après la mort de l'auteur), bien que cette pratique ne soit pas toujours suivie, comme dans le cas des 4e et 5e symphonies de Mendelssohn.
L'abréviation allemande WoO — Werk ohne Opuszahl (« œuvre sans numéro d'opus ») — désigne les œuvres (en général mineures) auxquelles aucun numéro n'est attribué. L'appellation en latin est : op. deest (l'opus fait défaut).

## Problème du catalogue des œuvres
Dans certains cas, les dates de composition ou de publication ne sont pas connues de manière précise, comme pour un grand nombre de compositeurs de la période baroque, mais aussi pour les premières compositions de Mozart. Dans ce cas, on utilise généralement la numérotation d'un catalogue thématique établi par un spécialiste faisant autorité.
Par exemple, le Bach Werke Verzeichnis (« catalogue des œuvres de Bach »), désigné couramment par le sigle « BWV », est le catalogue thématique des œuvres de Jean-Sébastien Bach établi dans les années 1950 par Wolfgang Schmieder.
Autre exemple moins heureux : les œuvres de Johann Christian Bach ont été généralement indexées d'après les numéros d'opus assignés par leur premier éditeur. Conséquence fâcheuse : si elles ont été publiées par des éditeurs différents, des œuvres différentes peuvent avoir le même numéro. Par exemple, l’op. 18  désigne  ses Six grandes ouvertures, mais aussi ses Deux symphonies et ses Quatre sonates et duos. Les opus de Boccherini connaissent la même confusion éditoriale.
Les œuvres de Mozart sont répertoriées selon la numérotation « KV » pour Köchel Verzeichnis ou « catalogue Köchel » ou « K », du nom de Ludwig von Köchel, auteur, en 1862 de la Chronologisch-thematisches Verzeichnis sämtlicher Tonwerke Wolfgang Amadé Mozarts (« liste exhaustive chronologique et thématique des œuvres musicales de Wolfgang Amadeus Mozart »). Ce catalogue connaît plusieurs révisions jusqu'à nos jours, intégrant de nouvelles œuvres ou rejetant des œuvres réattribuées à d'autres compositeurs.
Quant aux quelques œuvres de Frédéric Chopin sans numéro d’opus, elles sont répertoriées d’après le Kobylanska Katalog («  KK »), du nom de Krystyna Kobylańska,  auteur en 1979 de la Thematisch-bibliographisches Werkverzeichnis (« liste thématique et bibliographique des œuvres de Chopin »).